# 알랜 맥그래이

알랜 맥그래이 박사

알랜 알렉산더 맥그래이 (Allan Alexander MacRae, 1902년 2월 11일 - 1997년 9월 27일)은 기독교 학자이며 교육가이며 목회자였다. 저명한 구약성서 학자였다. 바벨론 문자, 이집트 상형문자, 아랍어, 셈족어에 능통한 학자였다. 잭 머리(Jack Murray)와 함께 미국 펜실베이니아 주 하트필드에 있는 비블리칼 신학교의 설립자이다. 
그는 옥시덴털 칼리지를 1922년에 졸업하고  로스앤젤레스 성경학교 (Bible Institute of Los Angeles)에서  R. A. 토레이에게 배웠고, 프린스턴 신학교에서 1927년 Th.B. 학위를 받고  펜실베이니아 대학교에서 1936년 Ph.D.를 받았다. 미국 필라델피아에 있는 훼이스 신학교(Faith Theological Seminary)에서도 교수를 하였다.

## 작품
- The Gospel of Isaiah
- The Prophecies of Daniel
- Biblical Christianity (a compendium of correspondence)